# Jeny Velazco
Jeny Velazco Reyes (Veracruz, 22 de marzo de 1977) es una deportista mexicana que compitió en atletismo adaptado, especialista en lanzamiento de jabalina.
Ha sido parte del conjunto femenino de atletismo adaptado mexicano que ha asistido a varios Juegos Paralímpicos. Su primera participación en este tipo de torneos ocurrió en los Juegos Paralímpicos de Pekín 2008, donde ganó la medalla de bronce de su especialidad en la categoría F57/58 con una distancia de 30m57cm.
Además, recibió la medalla de oro en la categoría F57-58 del Campeonato Mundial de Atletismo Adaptado que se realizó en Christchurch, Nueva Zelanda.
A nivel panamericano, participó en los Juegos Parapanamericanos de 2011 realizados en Guadalajara donde ganó la medalla de oro en la categoría F54-58 de su especialidad, donde además consiguió la plusmarca continental con 29m64cm.